# 大二十・二十・十二面体
大二十・二十・十二面体（Great icosicosidodecahedron）とは、一様多面体の一種で、大二重三角十二・二十・十二面体の星型十角形を削ったものである。
- 構成面: 正三角形20枚、正五角形12枚、正六角形20枚
- 辺: 120
- 頂点: 60
- 頂点形状: 5, 6,3/2,6
- ワイソフ記号: 3/2 5 | 3
- 枠: 切頂十二面体
- 双対: Great icosacronic hexecontahedron

## 同じ枠を持つ立体
- 切頂十二面体
- 大二十・二十・十二面体
- 大二重三角十二・二十・十二面体
- 大十二・二十面体